# Леру-Рево, Лора
Лора Леру-Рево (фр. Laura Leroux-Revault; 14 сентября 1872, Дан-сюр-Мёз — июль 1936, Озевиль-ан-Аргон) — французская художница, дочь художника Луи Эктора Леру (1829—1900).

## Биография
Лора Леру-Рево родилась 14 сентября 1872 года в Дан-сюр-Мёз в семье художника Луи Эктора Леру и Джудитты Клелии Казали.
В 1898 году вышла замуж в Париже за парижского промышленника и будущего депутата Луи Рево (1866—1950).
Как и многие другие женщины-художницы того времени, получила художественное образование в Академии Жюлиана в Париже. Была ученицей своего отца, затем обучалась под руководством Жюля Лефевра и в мастерской Жан-Жака Эннера.
Умерла в июне 1936 года в Озевиль-ан-Аргон.

## Избранные произведения
- «Дочь короля» (1892). Картина находилась в художественном музее Бар-ле-Дюка, похищена в 1985 году, нынешнее местонахождение неизвестно[4].
- «Анна и Жанна» (1894), Музей изобразительного искусства Нанси, Франция.
- «Ожидание» (1890—1903), музей Пренсери, Верден, Франция[5].